# مارك ناتييه
مارك ناتييه كان رساما فرنسيا ولد وتوفي في باريس 1642–1705.
كانت زوجته ماري كورتوا وولداه جان مارك ناتييه وجان باتيست ناتييه رسامين أيضا.